# Universidad de Colombo
La Universidad de Colombo (en tamil: கொழும்பு பல்கலைக்கழகம்; en inglés: University of Colombo) es una universidad pública de investigación ubicada principalmente en la ciudad de Colombo, la capital de Sri Lanka. Fue establecido en 1870 como un Colegio Médico, y en 1921 como University College Colombo. Es la más antigua institución de educación superior en Sri Lanka, y  es la universidad más grande de la isla, especializada en los campos de las ciencias naturales, sociales y ciencias aplicada, así como las matemáticas, la informática y el derecho. Está clasificada entre las 10 mejores universidades en el Sur de Asia.